# Svala Björgvinsdóttir
Svala Björgvinsdóttir, född 8 februari 1977 i Reykjavik, känd som Svala, är en isländsk sångerska . 
Hon representerade Island i den första semifinalen av Eurovision Song Contest 2017 med låten "Paper" men gick inte vidare till finalen. Svala är dotter till sångaren Björgvin Halldórsson som tävlade för Island 1995 under artistnamnet Bo Halldórsson.